# Вокотешть
Вокотешть, Вокотешті (рум. Vocotești) — село у повіті Ясси в Румунії. Входить до складу комуни Войнешть.
Село розташоване на відстані 312 км на північ від Бухареста, 12 км на південний захід від Ясс.

## Населення
За даними перепису населення 2002 року у селі проживали 186 осіб. Усі жителі села рідною мовою назвали румунську.
Національний склад населення села:
| Національність | Кількість осіб | Відсоток |
| -------------- | -------------- | -------- |
| румуни         | 172            | 92,5%    |
| цигани         | 14             | 7,5%     |